# Progresivní rock
Progresivní rock (prog nebo prog rock) je styl rockové hudby pocházející z psychedelického rocku. Vznikl během 60. let a na vrcholu popularity byl v polovině 70. let. Zůstal v pozadí punkrockové vlny a vrátil se v podobě neoprogresivního rocku.
Progresivní rock měl ambici povznést rockovou hudbu na vyšší uměleckou úroveň a snahu dokázat, že se může vyrovnat klasické a současné hudbě. Skladby progresivního rocku jsou často velmi komplikované a rafinované, zahrané virtuózně.

## Typické znaky
- Vybočení z tradice tříminutových písní ve prospěch dlouhých, často dvacetiminutových nebo ještě delších skladeb s intrem a codou; často se skládající z více částí a opřených na suitovém nebo sonátovém schématu nebo jiné cyklické hudební formě.
- Komplikovaná rytmická a harmonická schémata, která se střídají.
- Hudba je často důkladně instrumentální, i když do ní nejčastěji vstupuje vokál, obvykle s typicky rockovým zvukem. Texty vcelku složité, s filozofickým textem, mystické, fantazijní, náboženské.
- Virtuózní přednes. Muzikanti hrající progresivní rock měli často základní klasické hudební vzdělaní (Rick Wakeman, Keith Emerson) nebo byli geniálními samouky (Steve Howe, Chris Squire, Mike Oldfield, David Gilmour, Rick Wright).

Alba nahrávaná umělci a skupinami hrajícími progresivní rock měla často charakter koncepčních alb, kde byly všechny skladby po stylistické, hudební i textové stránce podřízeny nějaké hlavní myšlence. Skladby mohly být epické básnické povídky (Thick as a Brick skupiny Jethro Tull), úvahy, týkající se různých aspektů života (The Dark Side of the Moon skupiny Pink Floyd či The Lamb Lies Down on Broadway od Genesis) nebo nábožensko-filozofické vize (Tales from Topographic Oceans skupiny Yes).
Počátky progresivního rocku sahají do první poloviny 60. let, kdy muzikanti na obou stranách Atlantiku, rozčarovaní pop kulturou, zařazovali do svých vystoupení prvky hudebního divadla, happeningu, často provokovali publikum a přetvářeli koncerty na obyčejné skandály.
Průlomovým bodem byl debut Franka Zappy a skupiny The Mothers of Invention, obsahující cyklus skladeb, které se zaměřily na texty s hlubšími myšlenkovými odkazy a stylisticky se odvolávaly na různé styly a hudební druhy, také používaly nejnovější skladatelské techniky, které dávaly některým skladbám uzavřený charakter. „Freak Out“ (1966) bylo též prvním albem v rockové historii, které vyšlo jako dvojalbum.
K popularitě progresivního rocku přispělo i vydání alba Sgt. Pepper's Lonely Hearts Club Band od Beatles. I když mělo určité znaky „progresivity“, nepatřilo úplně do této oblasti. Jeho význam spočíval v tom, že se jím inspirovali jiní umělci, přesvědčili posluchače, že experimentování má svůj význam a že populární hudba může vycházet z rokenrolového schématu.
Zanedlouho se objevila první generace progressive-rockových skupin v čele s The Moody Blues, The Nice a Procol Harum ve Velké Británii, jakož i Iron Butterfly a The Velvet Underground v USA. Tyto skupiny tvořily progresivní rock v zárodku. Následující skupiny rozvíjely koncepci stylu a daly mu charakteristickou formu.
S progresivním rockem, i když ne výlučně jen s tímto druhem, je spojena představa superskupiny. Superskupina je soubor složený z vybraných umělců, známých z členství v jiných skupinách nebo ze sólistů. Superskupiny vznikly jako výsledek vývojových personálních změn (Yes nebo Genesis) nebo se tvořily od základu a ihned byly obdařeny nálepkami superskupiny, jako to bylo v případě Emerson, Lake and Palmer — ELP. Vytvářely se superskupiny pro jeden hudební projekt, jako například GTR.
Hranice progresivního rocku se posouvaly. Puristé uznávají v první polovině 70. let víc než deset skupin tohoto stylu, v čele s „Velkou šestkou“: ELP, Genesis, Jethro Tull, King Crimson, Pink Floyd a Yes. Patří k nim i: Supertramp, Deep Purple, Rush či Wishbone Ash. Situaci dodatečně komplikuje fakt, že mnoho skupin do tohoto žánru nepříslušejících ve své kariéře nahrálo progresivně rockové skladby, např. Led Zeppelin — Kashmir nebo album např. Jon Lord — Sarabande, načež se vlilo do hlavního proudu.

## Poddruhy a styly
- Symfonický rock (symphonic rock) — je charakteristický bohatým „orchestrálním“ zvukem, získaným díky používání syntetizátorů a mellotronů nebo sporadicky orchestrem. Styl je definovaný též alternativním, dnes málo používaným termínem barok rock. Hlavními představiteli jsou: Yes, Genesis, Rick Wakeman, Procol Harum.

- Modernistický rock (modern rock) — se charakterizuje příznačným, šetrným zvukem. Často mu slouží jako vzor evropská hudba 19. století. Hlavními představiteli jsou Emerson, Lake & Palmer, Renaissance, Van der Graaf Generator.

- Experimentální rock (experimental rock) — avantgarda progresivního rocku. Čerpá inspirace ze současné hudby. Novátorský ve využívaní nástrojů, harmonických struktur a rafinovaných rytmických prvků. Hlavními představiteli — King Crimson, Gentle Giant, Henry Cow, Brian Eno, Faust, Can.

- Elektronický rock (electronic rock, kraut rock) — je charakteristický využívaním elektronických hudebních nástrojů, zároveň prakticky žádným zpěvem. Mnohými je považován za druh rocku, který se nejvíc dostal do takového stadia, že se nebere jako jeho část, ale jako samostatný druh — elektronická hudba. Hlavními představiteli: Klaus Schulze, Tangerine Dream.

- Jazzrock (jazz-rock fusion) — hudba vznikla ze spojení prvků rocku a jazzu. Hlavními představiteli: Colosseum, Nucleus, Soft Machine, Robert Wyatt, Weather Report, Frank Zappa, Brand-X, Chicago, Chase, Blood, Sweat & Tears, Jean-Luc Ponty.

- Umělecký rock (art rock) — často definovaný jako ambiciózní hard rock. Hlavními představiteli: Pink Floyd, Camel, Focus.